# Trigonisca dobzhanskyi
Trigonisca dobzhanskyi är en biart som först beskrevs av Jesus Santiago Moure 1950.  Trigonisca dobzhanskyi ingår i släktet Trigonisca och familjen långtungebin. Inga underarter finns listade i Catalogue of Life.